# Lvovská církevní provincie
Lvovská církevní provincie (v letech 1366–1412/14 Haličská církevní provincie) je církevní provincie římskokatolické církve na území Ukrajiny.

## Historie
Novou církevní provincii zřídil roku 1367 papež Urban V. na žádost polského krále Kazimíra III. Velikého jako vrchol organizace římskokatolické církevní správy na Kazimírem dobytém území západní Ukrajiny. Sídlo arcibiskupa-metropolity bylo původně v Haliči, brzy však bylo navrženo jeho přenesení do většího a obranyschopnějšího Lvova, což schválil  papež Jan XXIII. bulou ze dne 28. srpna 1412, vyhlášenou haličským metropolitou dne 24. prosince 1414.
Lvovská církevní provincie zabírala jihovýchodní část polské monarchie; s posuny hranic ve prospěch Ruska zde římskokatolická církevní organizace zanikala. Po trojím dělení Polska proběhlo několik reorganizačních kroků a Lvovská provincie v letech 1818–1925 odpovídala rakousko-uherské korunní zemi Haliči. Změny církevně-správních hranic v rámci obnovené Polské republiky provedl papež Pius XI. bulou Vixdum Poloniae unitas. Římskokatolická církevní správa na území Ukrajiny, které připadlo Sovětskému svazu po roce 1920 (diecéze žytomyrská) a po roce 1939 (diecéze lucká a většina arcidiecéze lvovské), byla rozvrácena. Po pádu komunismu, roku 1991, byla Lvovská církevní provincie reaktivována a reorganizována tak, aby zahrnovala celé území Ukrajiny.

## Členění

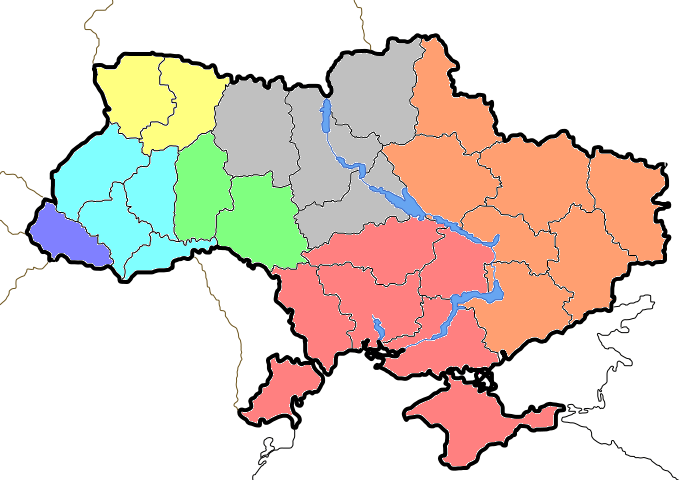
Církevně-správní členění římskokatolické Lvovské církevní provincie na Ukrajině

Území provincie se člení na tyto diecéze:
- Arcidiecéze lvovská (vznik 1367, do roku 1412/14 pod názvem arcidiecéze haličská) – na mapě světlemodře
- Diecéze podolskokamenecká (vznik kolem 1378–86, do 1991 pod názvem diecéze kamenecká; do roku 1798 část Lvovské (Haličské) církevní provincie, v letech 1798–1991 část Mohylevské církevní provincie) – na mapě zeleně
- Diecéze kyjevsko-žytomyrská (vznik 1397 jako diecéze kyjevská v rámci Haličské (Lvovské) církevní provincie, v letech 1798–1925 součást diecéze lucko-žytomyrské a Mohylevské církevní provincie, od 1925 diecéze žytomyrská a od roku 1998 kyjevsko-žytomyrská jako součást Lvovské církevní provincie) – na mapě šedě
- Diecéze lucká (vznik kolem 1404 v rámci Haličské (Lvovské) církevní provincie, v letech 1798–1925 pod názvem diecéze lucko-žytomyrská část Mohylevské církevní provincie, od 1925 opět diecéze lucká jako součást Lvovské církevní provincie) – na mapě žlutě
- Diecéze charkovsko-záporožská (vznik 2002) – na mapě oranžově
- Diecéze mukačevská (vznik 2002) – na mapě tmavomodře
- Diecéze oděsko-simferopolská (vznik 2002) – na mapě červeně

V minulosti byly součástí Lvovské církevní provincie též:
- diecéze chelmská v letech (1367)1375–1805
- diecéze vladimirská v letech (1367)1375–1425
- diecéze přemyšlská v letech 1375–1992
- diecéze siretská v letech 1412–1515
- diecéze bacăuská v letech (1591)1621–1818
- diecéze krakovská v letech 1807–1818
- diecéze tarnowská v letech 1783–1801 a 1821–1925
- diecéze lublinská v letech 1805–1818
- diecéze kielecká v letech 1805–1818

V čele Lvovské církevní provincie stojí arcibiskup-metropolita lvovský, v současnosti (od roku 2008) je to Mieczysław Mokrzycki.